# Línia de retard analògica

Esquema d'una línia de retard

Una línia de retard analògica és un circuit elèctric de components elèctrics connectats en sèrie, on cada element individual crea una diferència de temps o canvi de fase entre el senyal d'entrada i el senyal de sortida. Un exemple és el dispositiu bucket-brigade. Es tracta d'un tipus de línia de retard i és capaç de manejar senyals amb amplitud variant contínuament. En una línia de transmissió, les línies de retard analògiques (o altres dispositius equivalents) s'utilitzen per retardar el senyals de telecomunicacions.
En electrònica i els camps de derivats, com el de les telecomunicacions, una línia de retard és un dispositiu en el qual el senyal d'entrada arriba a la sortida del dispositiu després d'haver transcorregut un període conegut de temps. Està rigorosament definit com d'una sola d'entrada - canal de dispositiu, en el qual l'estat del canal en un instant donat, t, és el mateix que l'estat del canal d'entrada a l'instant t-N (on n és un nombre d'unitats de temps), és a dir, la seqüència d'entrada es sotmet a un retard de N unitats de temps, com N femtosegons, nanosegons, o microsegons. La línia de retard pot tenir passos addicionals amb un rendiment del canal de sortida amb valors inferiors a N.